# Apus apus
El vencejo común (Apus apus) es una especie de ave apodiforme de la familia Apodidae  propia de  Eurasia  y África.

## Descripción
El vencejo común es un ave especialmente adaptada para el vuelo, con alas falciformes, cola corta de horquilla poco profunda, boca muy ancha y grande rematada con un pico pequeño, patas muy cortas sin pulgar oponible y garras pequeñas pero de presa extraordinariamente fuerte que le permiten agarrarse a superficies verticales. Su plumaje es negruzco con una pequeña mancha blanquecina o gris clara en la garganta, solo visible a corta distancia. El vencejo común tiene una longitud corporal de 16–17 cm, mientras que su envergadura alar es de 42–48 cm, lo que en vuelo proporciona a sus alas su característica silueta de amplia media luna.

## Taxonomía y etimología
El vencejo común fue descrito científicamente por Carlos Linneo en 1758 en la décima edición de su obra Systema naturae, con el nombre  de Hirundo apus, que significa «golondrina sin pies». En 1777 fue trasladado como especie tipo al género Apus por Giovanni Antonio Scopoli. Se reconocen dos subespecies:
- Apus apus apus - se extiende por Europa, el norte de África y el oeste de Asia, llegando hasta el lago Baikal, pasa el inverno en África austral.
- Apus apus pekinensis - ocupa Asia desde Irán hasta Mongolia y China, pasa el invierno en África oriental.

La etimología de su nombre científico, Apus apus, proviene del griego antiguo, donde apous (άπους) significa «sin pies», en referencia a sus costumbres aéreas. Su nombre en español «vencejo» procede de la corrupción de su antiguo nombre oncejo, por confusión con la palabra «vencejo» que significa «ligadura, lazo». A su vez oncejo provenía de hoz, en alusión a la forma de su silueta en vuelo. 

## Comportamiento

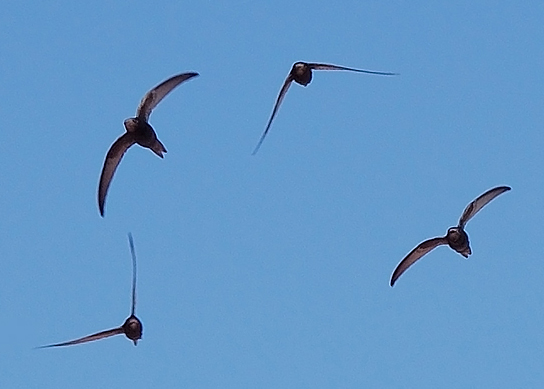
Los vencejos pasan la mayor parte del año volando sin posarse.

Desde los mismos orígenes de la zoología se sospechaba lo que a finales de la década de 1960 se constató: que los vencejos pasan la mayor parte de su vida en el aire: comen, duermen y copulan volando. Únicamente se posan para poner los huevos, incubarlos y criar a sus polluelos. Permanecen en vuelo ininterrumpido durante nueve meses al año. Las crías abandonan el nido una mañana volando súbitamente, sin necesidad de aprendizaje previo, y no retornan a él jamás. De noche, estas aves se elevan hasta los 2000 m de altura y allí duermen, volando. Durante el sueño el aleteo se reduce de los habituales diez movimientos por segundo a tan solo siete. Debido a sus extraños hábitos aéreos, aún se desconocen muchísimas cosas de la vida de estas aves. Anidan en riscos elevados y paredes verticales desde los que reemprenden el vuelo. A causa de su especial morfología alar y sus cortas patas, si caen al suelo experimentan gran dificultad para remontar el vuelo, y necesitan hacerlo desde un sitio elevado.
Es un ave migratoria que a mediados de la primavera boreal (otoño austral) aparece por casi toda Europa, norte de África y Asia Central, mientras que en el invierno boreal (verano austral) se le encuentra en el sur de África. En el campo, anida gregariamente en taludes pero está especialmente adaptado a los asentamientos humanos. Forma sus nidos bajo cornisas y aleros de edificios y casas. Suele ser fiel a su lugar de anidamiento; vuelve a él y lo reconstruyen cuando hace falta.

### Alimentación
El vencejo común se alimenta de minúsculos insectos voladores que atrapa con su amplio pico que mantiene constantemente abierto al volar. También recoge al vuelo los materiales con los que construye el nido.

### Reproducción

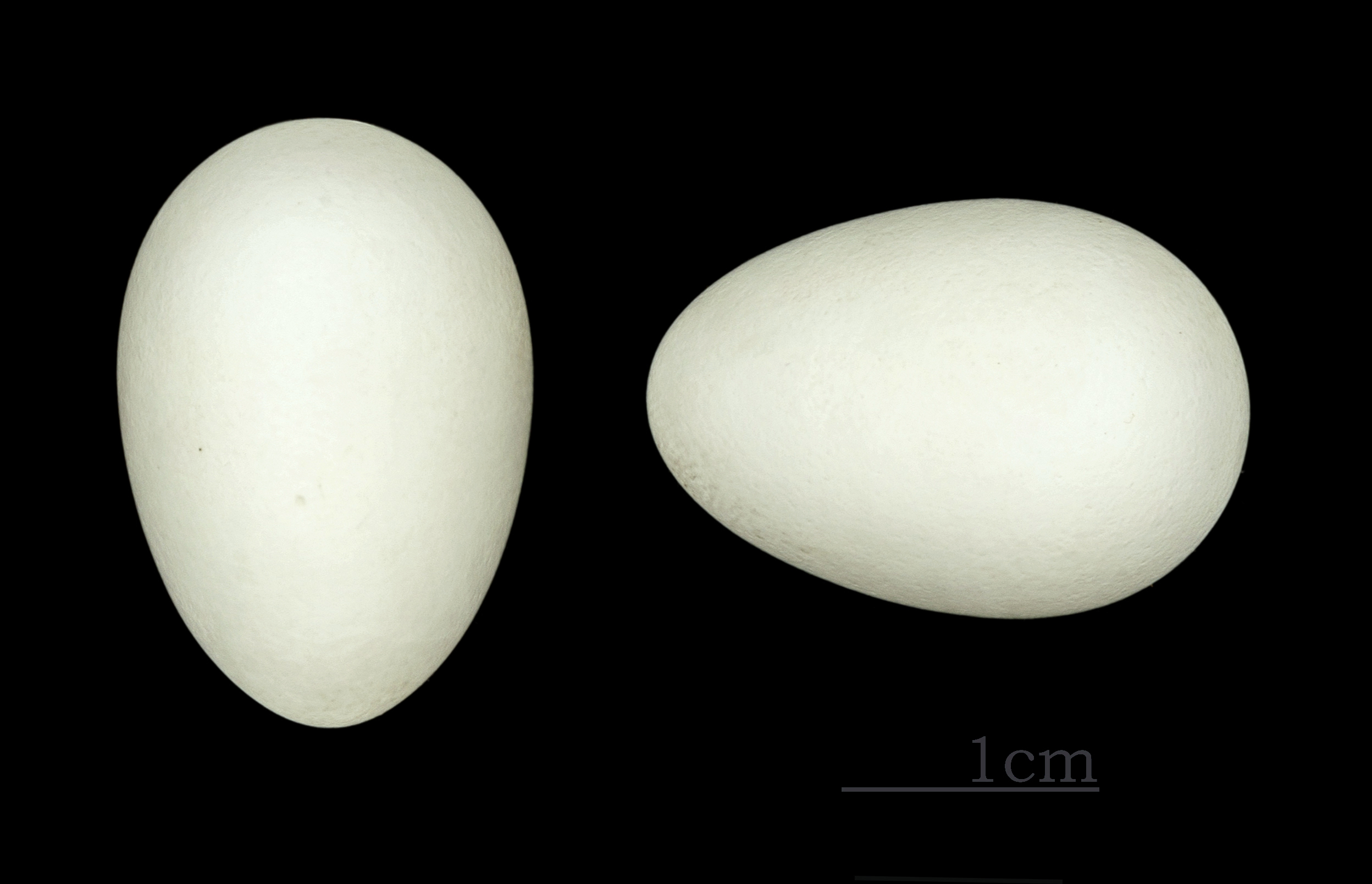
Huevos de Apus apus

En cuanto a su reproducción, la madurez reproductiva se alcanza a los dos años de edad. Los vencejos son de hábito monogámico y presentan un solo periodo de reproducción al año, en las áreas de migración estival. A diferencia de los vencejos pálidos, que tienen dos puestas. Durante el periodo de nidificación, cada pareja de reproductores hace una sola puesta de 2 a 3 huevos que oscilan entre los 3,2 y 4,2 gramos. El tiempo de incubación es de 19 a 21 días. Las crías abandonan el nido hacia los 35 a 59 días de la eclosión. Los juveniles abandonan el nido volando y de manera definitiva. La selección del lugar de nidificación depende de la disponibilidad de oquedades en las paredes y aleros de los tejados, así como su distancia al suelo.
El desarrollo de los jóvenes nidícolas es diferencial. Los órganos internos (hígado, riñones e intestinos) son los primeros en alcanzar sus pesos definitivos. El sistema esquelético y muscular le siguen en el proceso, y el plumaje de vuelo (remeras y rectrices) es lo que más tarda y marca el final del periodo nidícola. Bajo buenas condiciones alimentarias y de desarrollo, los jóvenes vencejos abandonan el nido con un ligero sobrepeso de 6-7 gramos con respecto a los adultos. Esta reserva les permite afrontar las primeras dificultades de la vida aérea, puesto que el abandono del nido es definitivo.

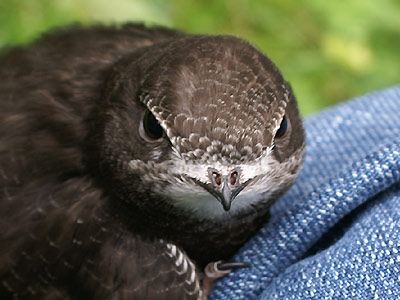
Ave joven, incapaz todavía de volar.

Es interesante constatar también que el desarrollo de los juveniles en el nido está relacionado en gran medida con la temperatura ambiente. La entrada de frentes fríos o de mal tiempo en las áreas de nidificación disminuye considerablemente la presencia de insectos voladores. Esto conlleva a un alejamiento temporal de los vencejos hacia zonas de mayor oferta o específicamente a los bordes de la zona de baja presión. Este movimiento evasivo se da sobre todo en los individuos de un año, ya que todavía no han nidificado y, por tanto, no están ligados a un emplazamiento fijo; pero incluye también individuos en anidación. Estos movimientos pueden ser de cientos de kilómetros. Los juveniles nidícolas en condiciones normales pueden sobrevivir a la ausencia parental durante cuatro días o más, entrando en un letargo que reduce el ritmo cardíaco de 90 a 20 latidos por minuto y la temperatura corporal de 36-39 °C a cerca de 20 °C.

### Migración
Los vencejos comunes son aves migratorias. Su rango de reproducción durante el verano abarca desde Portugal e Irlanda en el oeste hasta China y Siberia en el este. Se reproducen tan al sur como el norte de África (en Marruecos y Argelia), con presencia en el Oriente Medio en Israel, Líbano y Siria, el Oriente Próximo a través de Turquía y toda Europa hasta el norte en Noruega, Finlandia y la mayoría de la Rusia subártica. Los vencejos migran al sur de África por una variedad de rutas, terminando en África Ecuatorial y Subecuatorial, excluyendo el Cabo de Buena Esperanza.

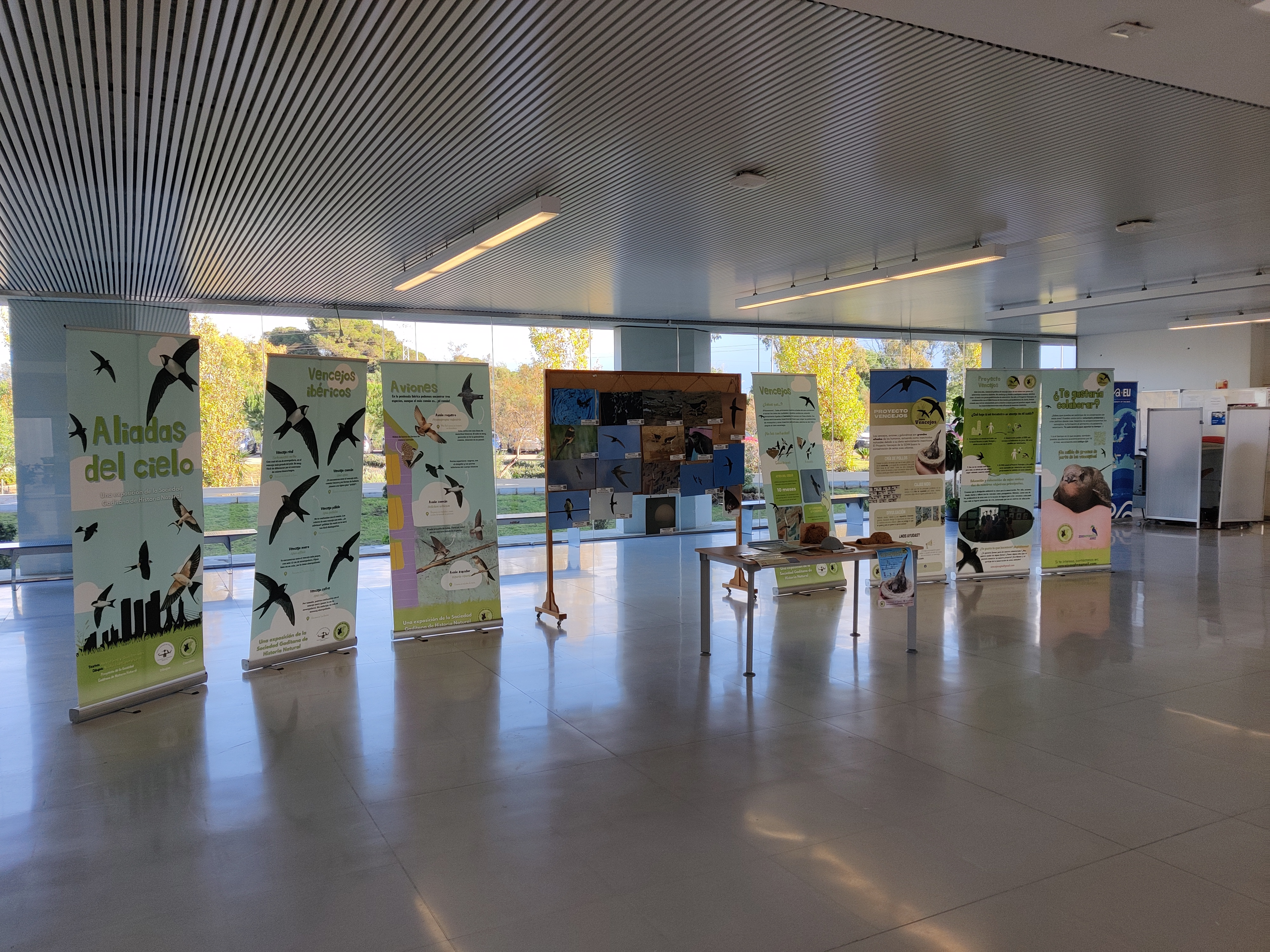
Exposición pro conservación

Los sujetos de un estudio de rastreo con geolocalizadores demostraron que los vencejos que se reproducen en Suecia pasan el invierno en la región africana del Congo. Los vencejos pasan de 3 a 4 meses en África y un tiempo similar reproduciéndose; el resto lo pasan volando, regresando a su nido o migrando. 
La dirección predominante de viaje a través de Europa Central es de sur a suroeste, por lo que los Alpes y los Pirineos no presentan una barrera. Cuando hace mal tiempo, los vencejos siguen los ríos, porque allí pueden encontrar un mejor suministro de alimentos. La población de Europa occidental y central atraviesa la península ibérica y el Magreb. Los vencejos de Rusia y el sureste de Europa realizan un largo viaje por la parte oriental del Mediterráneo. No está claro en qué punto se encuentran los dos grupos. El grupo occidental de vencejos sigue principalmente la costa atlántica de África para sortear el Sahara y el oriental surca el cauce del río Nilo. Una vez que llegan a la sabana convergen para llegar a sus áreas de alimentación de invierno. Durante el verano en África, hay una gran abundancia de insectos para los vencejos, ya que la región se encuentra en la Zona de Convergencia Intertropical. Los vencejos tienen una presencia casi ininterrumpida en el cielo.
Durante la primavera algunos vencejos, por lo general algunos de los menores de un año sexualmente inmaduros, permanecen en África. La mayoría vuela hacia el norte hacia sus destinos en Europa y Asia. Las aves usan frentes de bajas presiones durante sus migraciones de primavera para explotar el flujo de aire cálido del sudoeste y, en el viaje de regreso, cabalgan los vientos del noreste en la parte posterior de los frentes de baja presión.
Los vencejos regresan a Europa en la segunda quincena de abril y el primer tercio de mayo, y suelen preferir quedarse en las tierras bajas y cerca del agua en vez de en lugares altos. En regiones más al norte como Escandinavia o Rusia, los vencejos llegan cerca de junio. El clima a lo largo del viaje tiene una enorme influencia en la fecha de llegada, por lo que en una región los vencejos pueden regresar en diferentes momentos año tras año.